# Skate America 1991
Navigation
Édition précédente Édition suivante
Le Skate America est une compétition internationale de patinage artistique qui se déroule aux États-Unis au cours de l'automne. Il accueille des patineurs amateurs de niveau senior dans quatre catégories: simple messieurs, simple dames, couple artistique et danse sur glace.
Le dixième Skate America est organisé du 16 au 22 septembre 1991 à l'Arena d'Oakland en Californie, en préparation des futurs championnats du monde qui auront lieu dans la ville en mars 1992.

## Résultats

### Messieurs
| Rang | Nom                    | Pays             | Points | Prog. court | Prog. libre |
| ---- | ---------------------- | ---------------- | ------ | ----------- | ----------- |
| 1    | Christopher Bowman     | États-Unis       | 2.0    | 2           | 1           |
| 2    | Petr Barna             | Tchécoslovaquie  | 2.5    | 1           | 2           |
| 3    | Todd Eldredge          | États-Unis       | 5.0    | 4           | 3           |
| 4    | Michael Chack          | États-Unis       | 7.0    | 6           | 4           |
| 5    | Éric Millot            | France           | 7.5    | 5           | 5           |
| 6    | Vyacheslav Zahorodnyuk | Union soviétique | 8.5    | 3           | 7           |
| 7    | Steven Cousins         | Royaume-Uni      | 9.5    | 7           | 6           |
| 8    | Mirko Eichhorn         | Allemagne        | 12.0   | 8           | 8           |
| 9    | Fumihiro Oikawa        | Japon            | 14.0   | 10          | 9           |
| 10   | Michael Slipchuk       | Canada           | 14.5   | 9           | 10          |

### Dames
| Rang | Nom              | Pays             | Points | Prog. court | Prog. libre |
| ---- | ---------------- | ---------------- | ------ | ----------- | ----------- |
| 1    | Tonya Harding    | États-Unis       | 2.0    | 2           | 1           |
| 2    | Kristi Yamaguchi | États-Unis       | 2.5    | 1           | 2           |
| 3    | Surya Bonaly     | France           | 4.5    | 3           | 3           |
| 4    | Chen Lu          | Chine            | 6.0    | 4           | 4           |
| 5    | Natalia Gorbenko | Union soviétique | 9.5    | 5           | 7           |
| 6    | Tisha Walker     | États-Unis       | 10.0   | 10          | 5           |
| 7    | Patricia Neske   | Allemagne        | 10.5   | 9           | 6           |
| 8    | Junko Yaginuma   | Japon            | 11.5   | 7           | 8           |
| 9    | Josée Chouinard  | Canada           | 12.0   | 6           | 9           |
| 10   | Nathalie Krieg   | Suisse           | 14.0   | 8           | 10          |

### Couples
| Rang | Nom                                     | Pays             | Points | Prog. court | Prog. libre |
| ---- | --------------------------------------- | ---------------- | ------ | ----------- | ----------- |
| 1    | Calla Urbanski / Rocky Marval           | États-Unis       | 2.0    | 2           | 1           |
| 2    | Elena Nikonova / Nikolai Apter          | Union soviétique | 4.0    | 4           | 2           |
| 3    | Peggy Schwarz / Alexander König         | Allemagne        | 5.5    | 3           | 4           |
| 4    | Elena Leonova / Sergei Petrovski        | Union soviétique | 6.0    | 6           | 3           |
| 5    | Jennifer Huerlin / John Fredericksen    | États-Unis       | 7.5    | 5           | 5           |
| 6    | Natasha Kuchiki / Todd Sand             | États-Unis       | 7.5    | 1           | 7           |
| 7    | Marie-Claude Savard-Gagnon / Luc Bradet | Canada           | 10.0   | 8           | 6           |
| 8    | Cheryl Peake / Andrew Naylor            | Royaume-Uni      | 11.5   | 7           | 8           |
| 9    | Penny Papaioannou / Raoul Leblanc       | Canada           | 13.5   | 9           | 9           |
| 10   | Anna Tabacchi / Massimo Salvade         | Italie           | 15.0   | 10          | 10          |

### Danse sur glace
| Rang | Nom                                 | Pays             | Points | Danse imposée 1 | Danse imposée 2 | Danse originale | Danse libre |
| ---- | ----------------------------------- | ---------------- | ------ | --------------- | --------------- | --------------- | ----------- |
| 1    | Tatiana Navka / Samuel Gezalian     | Union soviétique | 3.2    | 4               | 4               | 1               | 1           |
| 2    | Susanna Rahkamo / Petri Kokko       | Finlande         | 4.8    | 1               | 1               | 4               | 2           |
| 3    | Dominique Yvon / Frédéric Palluel   | France           | 5.0    | 2               | 2               | 2               | 3           |
| 4    | Elizabeth Punsalan / Jerod Swallow  | États-Unis       | 7.0    | 3               | 3               | 3               | 4           |
| 5    | Jacqueline Petr / Mark Janoschak    | Canada           | 10.8   | 6               | 5               | 6               | 5           |
| 6    | Rachel Mayer / Peter Breen          | États-Unis       | 11.2   | 5               | 6               | 5               | 6           |
| 7    | Regina Woodward / Csaba Szentpéteri | Hongrie          | 14.4   | 8               | 8               | 7               | 7           |
| 8    | Anna Croci / Luca Mantovani         | Italie           | 15.6   | 7               | 7               | 8               | 8           |
| 9    | Beth Buhl / Neale Smull             | États-Unis       | 18.0   | 9               | 9               | 9               | 9           |
| 10   | Ayako Higashino / Tatsuro Matsumura | Japon            | 20.0   | 10              | 10              | 10              | 10          |

## Sources
- (en) « Skate America '91: On the Road to Albertville », sur usfsa.xmlmanager.qg.com
- Patinage Magazine N°29 (Octobre/Novembre 1991)